# 秋田諏訪宮
秋田諏訪宮（あきたすわぐう）は、秋田県仙北郡美郷町にある神社。旧社格は県社。現神社本庁別表神社。

## 由緒
- 802年（延暦21年） - 伝坂上田村麻呂創建
- 1087年（寛治元年） - 後三年の役に参戦した信濃國諏訪大祝為仲が在陣中に当宮で祭祀を行うと伝わる。凱旋に際して殿内に大祝像を祀り、また一男子を残して祀職となし、以後代々「諏訪（諏方）祝子」を称して宮司家となったと伝わる。
- 1192年（建久3年） - 社殿の改築の記録が残る。
- 1385年頃（至徳年間） - 二階堂道晴が近隣数十村の総鎮守とする[1]。相模國鎌倉の諏訪家から諏訪宗治が下向して11代祝子(宮司)となったと伝わる。
- 1604年（慶長9年） - 佐竹義重により社殿等の造営（棟札現存）。
- 1723年（享保8年） - 現本殿を造営。
- 1810年（文化7年） - 横手城代戸村義通筆の「諏訪宮」の額を掲げる。
- 1845年（弘化2年） - 宮司が寺社奉行直支配社家大頭格となる。
- 1869年（明治2年） - 羽後國總鎭守と称する。
- 1881年（明治14年） - 明治天皇東北巡幸の際の小休所となる[1]
- 1919年（大正8年） - 県社に列する。
- 1920年（大正9年） - 現拝殿造営。
- 1953年（昭和28年） - 別表神社に列する。
- 1987年（昭和62年） - 「秋田諏訪宮」を正式名称とする。

諏訪宮は神仏判然令以前から、密教寺院や修験寺院とは成らず、またその支配も受けず神社として独立しており、社家も一貫して神主の格式を保ち続けた、秋田県内では稀な存在である。
奇祭とも言われている小正月の特殊神事である「六郷のカマクラ行事」（一般的には「竹打ち」と呼ばれる）は、1982年（昭和57年）1月14日に、国の重要無形民俗文化財に指定された。

## 祭神
建御名方富命、八坂刀女命、他

## 祭事
- 六郷のカマクラ行事（重要無形民俗文化財）
  - 2月11日 - 蔵開き、天筆
  - 2月13日 - 鳥追い行事
  - 2月15日 - 天筆焼き、竹打ち
- 8月24日 - 例祭

## 交通アクセス
- JR大曲駅より羽後交通バス約20分、六郷大町または六郷上町バス停より徒歩5分
- JR飯詰駅よりタクシーで約5分（3.5km）
- 秋田自動車道横手ICより17km約30分、大曲ICより12km約20分